# Überproduktion
Überproduktion (englisch over-production) ist in der Wirtschaft ein Produktionsvolumen, das die auf einem Markt vorhandene Nachfrage dauerhaft übersteigt. Das Gegenstück dazu ist die Unterkonsumtion oder Unterproduktion.

## Allgemeines
In der Wirtschaft bezeichnet die Überproduktion eine Herstellung von Gütern, die die Nachfrage übersteigt (Angebotsüberhang, Überversorgung). Es entsteht dadurch ein Missverhältnis zwischen dem tatsächlichen Bedarf und dessen Deckung. Der mit Überproduktion gemeinte Sachverhalt kann auch eine Unterkonsumtion (Nachfragelücke, Unterversorgung) darstellen. Das ist jedoch dann nicht der Fall, wenn die Nachfrage ihre Sättigungsmenge erreicht hat. In beiden Fällen wird der Gleichgewichtspreis verlassen, so dass Preissenkungen die Folge sind. Unternehmen erreichen dabei möglicherweise ihre Preisuntergrenze und damit ihre Gewinnschwelle, bei der sie keinen Gewinn mehr erwirtschaften können und zu Grenzanbietern werden.
Überproduktion gibt es tendenziell bei Massenproduktion und weniger bei der Einzelfertigung. Grund ist, dass die Massenproduktion Güter herstellt, bei denen während des Produktionsprozesses keine Rücksicht auf die aktuelle Nachfrage genommen wird. Das Lager übernimmt dabei die Ausgleichsfunktion, bis entsprechende Nachfrage auftaucht. Die Agrarproduktion ist ebenfalls Massenproduktion, sie hat jedoch in den meisten Staaten Versorgungssicherheit mit einem Selbstversorgungsgrad von 100 % (Autarkie) zum Ziel. Da Agrarprodukte sehr begrenzt lagerfähig sind, kann es zu großen Schwankungen der Agrarpreise kommen. Staatlich subventionierte Agrarprodukte (Mindestpreise) tendieren zur Überproduktion (Butterberg, Milchsee).
Überproduktion hängt auch mit der Preiselastizität der Nachfrage zusammen:
- Wenn sich der Kartoffelpreis halbiert, steigt – zumindest in wohlhabenden Industrieländern – die Nachfrage kaum (geringe Preiselastizität der Nachfrage). Dies liegt auch daran, dass Kartoffeln nur begrenzt lagerfähig sind und relativ viel Lagerkapazität benötigen.
- Bei einigen anderen Produkten ist dies anders – hier sind Käufer bereit, günstige Preise zu nutzen. Zum Beispiel nutzen bei relativ niedrigen Heizölpreisen viele Nachfrager die Gelegenheit, ihre Öltanks zu füllen; bei hohen Preisen hingegen befüllen sie diese nur mit der Menge, die sie in der Heizperiode benötigen (hohe Preiselastizität der Nachfrage).

## Volkswirtschaftslehre
Wie Adam Smith war auch David Ricardo der Auffassung, dass es zu einer allgemeinen Überproduktion (englisch general glut) nicht kommen könne. Ricardo stützte sich dabei auf das Saysche Theorem, demzufolge sich das aggregierte Angebot eine gleich hohe aggregierte Nachfrage schaffe. Das schließe eine allgemeine Überproduktion aus, partielle Überproduktion dagegen sei denkbar. Dieselbe Ansicht vertrat 1848 auch John Stuart Mill, der ebenfalls auf Grund der Gleichgewichtslehre eine allgemeine Überproduktion als unmöglich erachtete und betonte, dass weder aus Geldmangel noch aus nachlassendem Kaufwunsch eine allgemeine Absatzstockung eintreten könne. Dagegen sahen Thomas Robert Malthus und James Maitland Lauderdale die Gefahr einer allgemeinen Überproduktion als gegeben. Lauderdale gilt als Hauptvertreter der Überproduktionstheorie. Max Schippel ging 1899 davon aus, dass die konsumtiven Staatsausgaben die Überproduktion entlasten könnten. Franz Stöpel sah 1899 die Ursache der Überproduktion in einem Nachfragemangel.

## Planwirtschaft
Die Schwierigkeit bei einer Planwirtschaft besteht darin, dass es zumindest mit den technischen Möglichkeiten der Vergangenheit kaum möglich war, sämtliche Bedürfnisse der gesamten Bevölkerung im Voraus zentral zu erfassen und daraus den bevorstehenden Bedarf korrekt zu berechnen und geeignete zentrale Steuerungsprozesse auszulösen. Zudem fehlt es in einer Zentralverwaltungswirtschaft meist an der Koordination der Produktionskapazitäten in einer Wertkette. Das sind Faktoren, die in der Planwirtschaft nicht nur zu ökonomischen Disproportionen und Angebotsmängeln, sondern in Teilen auch zu Überproduktion führen können. Dabei war die Planwirtschaft meist durch das Gegenteil der Überproduktion, nämlich Mangelwirtschaft gekennzeichnet, die sich durch Angebotslücken mit der Folge von Regallücken und Warteschlangen zeigte.

## Marktwirtschaft
In der freien Marktwirtschaft entsteht der Zustand der Überproduktion auf verschiedene Arten:
- Konkurrenz: Es besteht ein mangelndes Angebot eines Produktes, und mehrere Unternehmen entschließen sich unabhängig voneinander, die Produktion dieses Produktes aufzunehmen. In der Folge müssen sich die Unternehmen die Nachfrage gewissermaßen teilen oder durch Überangebot, Werbe-Kampagnen und Preisdumping versuchen, zusätzlich Nachfrage zu stimulieren. Da bestehende Konkurrenz in der freien Marktwirtschaft der Normalfall ist, werden diese Formen der Überproduktion ganz bewusst angewendet in der Erwartung, der Konkurrenz dadurch Marktanteile abzunehmen oder wenigstens die eigenen Marktanteile zu halten. Überproduktion kann unter bestimmten Umständen zu ruinöser Konkurrenz führen.
- Fehleinschätzung: Ein Unternehmen schätzt den tatsächlichen Bedarf aufgrund von unzureichenden Marktanalysen falsch ein und produziert in diesem Falle unbeabsichtigt mehr als es tatsächlich absetzen kann. Es wird sich jedoch an das niedrigere Marktvolumen durch eine genauere Absatzplanung anpassen.

## Landwirtschaft
Wohl am bekanntesten ist der Begriff Überproduktion im Zusammenhang mit Agrarprodukten. Staatliche Subventionen schafften falsche Anreize und führten so zur Überproduktion bei landwirtschaftlichen Gütern. Ende der 1970er Jahre entstanden auf diese Weise Butterberg oder Milchschwemme, zusammenfassend „Agrarüberschüsse“ genannt (Angebotsüberschuss; siehe Deutscher Agrarexport und Gemeinsame Agrarpolitik der EU). Überproduktionen im Weinbau können für die Herstellung von Ethanol verwendet werden.

## Debatte
Wohl am häufigsten fällt der Begriff Überproduktion in Diskussionen über die Vor- und Nachteile der einzelnen Wirtschaftssysteme, insbesondere bei der Debatte über Planwirtschaft oder freie Marktwirtschaft. In beiden Systemen kann eine Überproduktion auftreten. Einerseits wird angenommen, dass die Marktwirtschaft darauf schneller reagieren kann, was z. B. Betriebsstilllegungen oder Entlassungen nach sich ziehen kann. Eine Anpassung erfolgt hier durch Strukturwandel, der Arbeitsplätze in anderen Wirtschaftszweigen schafft. Andererseits ist die Planwirtschaft wegen des schwerfälligen Verwaltungsapparates nicht imstande, sich an eintretende Marktentwicklungen angemessen schnell anzupassen. Welcher der beiden Effekte stärker ins Gewicht fällt, wird kontrovers diskutiert. Zu beobachten ist, dass der Sozialismus des 20. Jahrhunderts tendenziell von einem Kaufkraftüberhang und der westliche Kapitalismus von einem Angebotsüberhang gekennzeichnet war und ist, was auf das Vorliegen von Überproduktion in letzterem Falle hindeutet. Nicht zuletzt deshalb wird im Rahmen der Kritik an der Freien Marktwirtschaft der Begriff der Überproduktion, auch Überproduktionskrise, verwendet.

## Überproduktionstheorie
Die Überproduktionstheorie ist eine marxistische Konjunkturtheorie, die davon ausgeht, dass ein unaufhörlicher kapitalistischer Technisierungsprozess permanent menschliche Arbeitskraft freisetzt (industrielle Reservearmee; siehe auch Unterkonsumtionstheorie). Das verbesserte Produkt könne angesichts der wachsenden Zahl ausbeuterisch entlohnter Arbeiter nicht verkauft werden (Überproduktion), so dass darauf folgende Wirtschaftskrisen zur „Expropriation der Expropriateure“ führe. Der Begriff von Karl Marx kann besser durch Überakkumulations- oder Überinvestitionstheorie ersetzt werden. Die Arbeitskräfte werden nicht dauerhaft freigesetzt, sondern erhalten im Rahmen eines Strukturwandels andere Arbeitsplätze.
In der marxistisch-leninistischen Gesellschaftstheorie ist die Überproduktionskrise eine gesetzmäßig wiederkehrende Wirtschaftskrise des Kapitalismus und des Imperialismus, weil die so genannte „Anarchie des Marktes“ dazu führe, dass das Kapital immer wieder zu viele Waren, im Vergleich zur kaufkräftigen Nachfrage nach Gütern, produziere.